# Ausejo de la Sierra
Ausejo de la Sierra – gmina w Hiszpanii, w prowincji Soria, w Kastylii i León, o powierzchni 20,12 km². W 2011 roku gmina liczyła 69 mieszkańców.